# Kenneth Verwimp
Kenneth Verwimp (Westerlo, 30 oktober 1993 – 19 november 2017) was een Belgisch paralympisch atleet.
In 2015 werd Verwimp Europees kampioen in Guildford, Groot-Brittannië samen met Pieter Cilissen en Julie Lamberechts in de paircompetitie.
Hij trad aan als bocciaspeler in de Paralympische Zomerspelen 2016. Hij kwam zowel individueel als in de paircompetitie in actie.
In november 2017 is hij op 24-jarige leeftijd overleden aan de gevolgen van een zware longontsteking.

## Palmares

### Europees Kampioenschap
- Guilford 2015 met pair[2]

### Belgisch Kampioenschap
- Waregem 2015 in pair[4]
- 2011
- Goud 2011 en 2015 individueel